# کوفته سبزی
کوفته سبزی یکی از غذاهای شهر شیراز می‌باشد و به این‌صورت تهیه می‌شود که گوشت را با پیاز چرخ کرده و نخود را که از قبل در آب خیس کرده‌اند با گوشت چرخ کرده دوباره چرخ می‌کنند. یک لیوان از برنج‌ها را برداشته و بقیه را با مقداری از سبزی‌ها چرخ می‌کنند و سپس تمام مواد چرخ شده را با کمی فلفل و نمک به هم مخلوط نموده به خوبی ورز می‌دهند و درصورت لزوم تمام مواد را یک دفعه با هم چرخ می‌کنند.
پیاز خلال شده و کشمش را تفت داده، در ظرفی (دیگ یا قابلمه) مقداری آّب ریخته سبزی و بقیه نخود چرخ شده را در آن ریخته، زردچوبه و فلفل و نمک به آن اضافه می‌کنند وقتی که آب جوش آمد از مواد چرخ شده به اندازه یک پرتقال نسبتاً بزرگ جدا کرده وسط آن کشمش و پیاز داغ گذاشته و به صورت گلوله‌ای درمی‌آورند، این گلوله را بین دو کف دست به قدری می‌گردانند که کاملاً سفت شود و در آب جوش می‌اندازند. در قدیم به جهت باز نشدن کوفته‌ها اولین کوفته را با نام سنگ و بقیه را را نام دخترهای خانواده یا آَشنا به درون آب جوش می‌انداختند. آنگاه یک لیوان برنج را که کنار گذاشته‌اند در ظرف محتوی کوفته‌ها ریخته مقداری روغن به آن افزوده، حرارت می‌دهند تا قوام بیاید و سپس مصرف می‌کنند.